# Сант’Еђидио (Перуђа)
Сант’Еђидио је насеље у Италији у округу Перуђа, региону Умбрија.
Према процени из 2011. у насељу је живело 901 становника. Насеље се налази на надморској висини од 240 м.